# Jagiellonia Białystok w sezonie 1983/1984

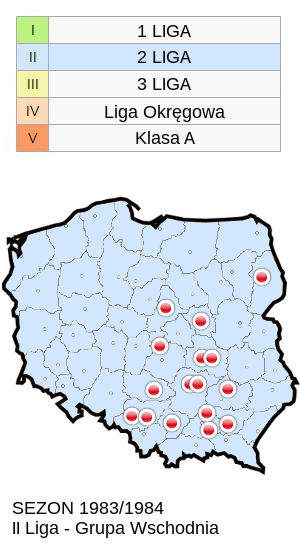
BOZPN - Zespoły występujące w II lidze (grupa wschodnia) w sezonie 1983/84

Jagiellonia Białystok przystąpiła do rozgrywek II ligi w grupie II (wschodniej).

## II poziom rozgrywkowy
Rozgrywki w II lidze od kilku sezonów toczą się w dwóch grupach (zachodnia-wschodnia), awansują mistrzowie grup, do III ligi spadają zespoły z miejsc 13-16.

Jagiellonia przystąpiła do rozgrywek zasilona nowymi zawodnikami, min. pozyskanym z Arki Gdynia Henrykiem Mojsą, który miał już I ligową przeszłość. Nie zawiedli wychowankowie i juniorzy, corocznie zdobywają medale w Mistrzostwach Juniorów. Dobra gra Dariusza Bayera została zauważona w kraju, został transferowany do I-ligowego ŁKS-u Łódź.

Jagiellonia toczyła bój o utrzymanie, początek był trudny (6 kolejka - 16 miejsce), na szczęście cel został zrealizowany i zespół utrzymał się na ostatnim bezpiecznym miejscu - 12. Należy zauważyć bardzo wyrównany poziom ówczesnej II ligi, pomiędzy zajmującą odległą 12 lokatę Jagiellonią a trzecią Stalą Mielec były tylko 3 punkty różnicy, więc wygrany dodatkowo jeden mecz mógł wywindować zespół znacznie wyżej. 
W trakcie sezonu, po 7 kolejce nastąpiła zmiana szkoleniowca, posadę trenera objął ponownie Ryszard Karalus.
W krajowych rozgrywkach Pucharu Polski Jagiellonia osiągnęła jak dotychczas swój najlepszy wynik. Zespół doszedł do 1/16 finału, ulegając Stali Mielec 0:2.

## Końcowa tabela II ligi (grupa wschodnia)
| Lp. | Drużyna                   | M  | Z  | R  | P  | Bramki | Bramki | Różn. | Pkt. | Uwagi              |
| --- | ------------------------- | -- | -- | -- | -- | ------ | ------ | ----- | ---- | ------------------ |
| 1   | Radomiak Radom            | 30 | 15 | 11 | 4  | 27     | 13     | +14   | 41   | Awans do I ligi    |
| 2   | Polonia Bytom             | 30 | 11 | 12 | 7  | 32     | 25     | +7    | 34   |                    |
| 3   | Stal Mielec (s)           | 30 | 10 | 12 | 8  | 34     | 30     | +4    | 32   |                    |
| 4   | Igloopol Dębica (b)       | 30 | 11 | 10 | 9  | 39     | 37     | +2    | 32   |                    |
| 5   | Włókniarz Pabianice       | 30 | 11 | 10 | 9  | 29     | 30     | -1    | 32   |                    |
| 6   | Resovia Rzeszów           | 30 | 8  | 15 | 7  | 39     | 31     | +8    | 31   |                    |
| 7   | Górnik Knurów             | 30 | 10 | 11 | 9  | 38     | 31     | +7    | 31   |                    |
| 8   | Stal Stalowa Wola         | 30 | 11 | 8  | 11 | 26     | 26     | 0     | 30   |                    |
| 9   | Korona Kielce             | 30 | 10 | 10 | 10 | 25     | 28     | -3    | 30   |                    |
| 10  | Hutnik Kraków             | 30 | 7  | 15 | 8  | 30     | 28     | +2    | 29   |                    |
| 11  | Błękitni Kielce           | 30 | 8  | 13 | 9  | 20     | 23     | -3    | 29   |                    |
| 12  | Jagiellonia Białystok (b) | 30 | 11 | 7  | 12 | 29     | 35     | -6    | 29   |                    |
| 13  | Hutnik Warszawa (b)       | 30 | 11 | 6  | 13 | 43     | 36     | +7    | 28   | Spadek do III ligi |
| 14  | Raków Częstochowa         | 30 | 7  | 12 | 11 | 27     | 35     | -8    | 26   | Spadek do III ligi |
| 15  | Wisła Płock (b)           | 30 | 7  | 9  | 14 | 32     | 44     | -12   | 23   | Spadek do III ligi |
| 16  | Star Starachowice         | 30 | 7  | 9  | 14 | 23     | 41     | -18   | 23   | Spadek do III ligi |

## Skład, statystyka, transfery
| Kadra | Kadra                    | Kadra | Kadra      | Kadra | Liga  | Liga | Puchar Polski | Puchar Polski | Transfery                   | Transfery                |
| Nr    | Zawodnik                 | Poz.  | Data ur.   | Wz.   | Mecze | Br.  | Mecze         | Br.           | Transfer z/do               | Ostatni klub             |
| ----- | ------------------------ | ----- | ---------- | ----- | ----- | ---- | ------------- | ------------- | --------------------------- | ------------------------ |
|       | Mirosław Sowiński        | BR    | 15.01.1956 | 1,88  | 26    | 0    | 3             | 0             |                             | Szombierki Bytom         |
|       | Lucjan Trudnos           | BR    | 26.04.1961 | 1,93  | 4     | 0    | 1             | 0             |                             | Włókniarz Białystok      |
|       | Mariusz Lisowski w       | OB    | 3.02.1964  | 1,90  | 23    | 1    | 3             | 0             |                             | wychowanek               |
|       | Andrzej Kulesza          | OB    | 30.06.1956 | 1,88  | 24    | 0    | 3             | 0             |                             | Stoczniowiec Gdańsk      |
|       | Antoni Cylwik            | OB    | 16.06.1959 | 1,70  | 27    | 0    | 3             | 0             |                             | Polonia Bydgoszcz        |
|       | Robert Fiedorczuk        | OB    | 23.06.1964 | 1,84  | 15    | 0    | 4             | 0             | 82(j) z Gwardia Białystok   | Gwardia Białystok        |
|       | Jarosław Gierejkiewicz w | OB    | 3.09.1965  | 1,82  | 7     | 0    | 0             | 0             | z rezerw                    | wychowanek               |
|       | Wojciech Bałakier w      | OB    | 26.02.1965 | 1,76  | 1     | 0    | 2             | 0             |                             | wychowanek               |
|       | Mirosław Mojsiuszko      | OB    | 25.09.1954 | 1,77  | 17    | 0    | 1             | 0             |                             | Stal Mielec              |
|       | Marek Leśniewski         | PO    | 4.02.1954  | 1,68  | 9     | 0    | 3             | 1             |                             | Stal Kraśnik             |
|       | Marek Bitel w            | PO    | 13.12.1956 | 1,71  | 28    | 6    | 2             | 2             |                             | Śniardwy Orzysz          |
|       | Stefan Brewczyk          | PO    | 1.07.1957  | -     | 10    | 1    | 0             | 0             |                             | Gwardia Białystok        |
|       | Ireneusz Piesecki w      | PO    | 4.09.1962  | 1,72  | 13    | 0    | 4             | 1             |                             | wychowanek               |
|       | Wiesław Romaniuk         | PO    | 10.01.1963 | 1,75  | 24    | 0    | 4             | 0             |                             | Włókniarz Białystok      |
|       | Dariusz Czykier          | PO    | 21.02.1966 | 1,81  | 0     | 0    | 0             | 0             | 82(j) z rezerw              | Jagiellonia II Białystok |
|       | Mariusz Szulżycki        | PO    | 1.03.1964  | 1,76  | 19    | 1    | 1             | 0             | 83(j) z Wisła Kraków        | Wisła Kraków             |
|       | Henryk Mojsa             | PO    | 11.07.1957 | 1,76  | 11    | 2    | 0             | 0             | 84(w) z Arka Gdynia         | Arka Gdynia              |
|       | Jarosław Nowicki         | NA    | 11.01.1961 | 1,81  | 17    | 5    | 0             | 0             | 83(j) z ŁKS Łódź            | ŁKS Łódź                 |
|       | Adam Jarmołajew          | NA    | 17.06.1964 | 1,78  | 6     | 0    | 0             | 0             | 84(w) z Włókniarz Białystok | Włókniarz Białystok      |
|       | Mirosław Sacharczuk      | NA    | 28.01.1957 | -     | 5     | 0    | 0             | 0             | 83(j) z Tur Bielsk Podlaski | Tur Bielsk Podlaski      |
|       | Jacek Bayer w            | NA    | 29.12.1964 | 1,87  | 0     | 0    | 0             | 0             | 82(j) z drużyny rezerw      | wychowanek               |
|       | Mirosław Tiszkow w       | NA    | 29.04.1959 | 1,70  | 11    | 0    | 3             | 0             | 82(w) z Śniardwy Orzysz     | Śniardwy Orzysz          |
|       | Jarosław Michalewicz w   | NA    | 29.04.1965 | 1,73  | 26    | 3    | 2             | 0             |                             | wychowanek               |
|       | Adam Krystek w           | NA    | 11.09.1965 | 1,73  | 0     | 0    | 2             | 0             | 81(j) z drużyny rezerw      | wychowanek               |
|       | Andrzej Kołosowski       | NA    | 13.03.1959 | 1,74  | 26    | 4    | 4             | 2             |                             | Włókniarz Białystok      |
|       | Andrzej Ambrożej         | NA    | 20.09.1965 | 1,76  | 16    | 2    | 1             | 0             | 82(j) z rezerw              | Jagiellonia II Białystok |
|       | Tomasz Jakiel w          | NA    | 20.07.1965 | 1,71  | 10    | 2    | 2             | 0             | 82(j) z rezerw              | wychowanek               |
|       | bramka samobójcza        |       |            |       |       | 1    |               |               |                             |                          |
|       | Jarosław Bartnowski w    | OB    | 26.11.1963 | 1,77  | 15    | 1    | 4             | 0             | 84(w) do AZS-AWF Warszawa   | wychowanek               |
|       | Sławomir Tołkacz w       | OB    | ?.?.1955   | -     | 0     | 0    | 0             | 0             | 83(j) zakończenie kariery   | wychowanek               |
|       | Dariusz Bayer w          | PO    | 17.09.1964 | 1,70  | 0     | 0    | 0             | 0             | 83(j) do ŁKS Łódź           | wychowanek               |
|       | Marek Jakoniuk           | PO    | ?.?.1964   | -     | 0     | 0    | 0             | 0             | 83(j) do ?                  | Jagiellonia II Białystok |
|       | Mirosław Sacharczuk      | NA    | 28.01.1957 | -     | 5     | 0    | 0             | 0             | 84(w) do ?                  | Tur Bielsk Podlaski      |

## Mecze
| Mecze i wyniki | Mecze i wyniki          | Mecze i wyniki       | Mecze i wyniki | Mecze i wyniki | Mecze i wyniki      | Mecze i wyniki | Mecze i wyniki                                            | Poz w lidze. | Poz w lidze. | Poz w lidze. |
| Lp. | Data                    | Rozgrywki            | F.             | D/W            | Przeciwnik          | Wynik          | Strzelcy bramek                                           | M.           | P.           | Br.          |
| --- | ----------------------- | -------------------- | -------------- | -------------- | ------------------- | -------------- | --------------------------------------------------------- | ------------ | ------------ | ------------ |
| 1 7 | 31.07.1983 Czerwony Bór | PP - I run.          | b.d.           | W              | Grom Czerwony Bór   | 0:2            | Leśniewski 12' Kołosowski 52'                             | awans        | awans        | awans        |
| 2 857 | 7.08.1983 Białystok     | II liga – 1 kol.     | 8000           | D              | Broń Radom          | 1:0            | Nowicki 43'                                               | 5            | 2            | 1:0          |
| 3 8 | 14.08.1983 Białystok    | PP - II run.         | 4000           | D              | Lublinianka         | 2:1(d)         | Bitel 85' 119'                                            | awans        | awans        | awans        |
| 4 858 | 21.08.1983 Kielce       | II liga – 2 kol.     | 4000           | W              | Błękitni Kielce     | 1:0            |                                                           | 9            | 2            | 1:1          |
| 5 9 | 24.08.1983 Białystok    | PP - III run.        | 4000           | D              | Wisła Płock         | 2:1            | Piesecki 39' Kołosowski 70'                               | awans        | awans        | awans        |
| 6 859 | 28.08.1983 Białystok    | II liga – 3 kol.     | 8000           | D              | Hutnik Kraków       | 1:1            | Kołosowski 58'                                            | 10           | 3            | 2:2          |
| 7 860 | 3.09.1983 Płock         | II liga – 4 kol.     | 5000           | W              | Wisła Płock         | 4:0            |                                                           | 15           | 3            | 2:6          |
| 8 861 | 07.09.1983 Białystok    | II liga – 5 kol.     | 2000           | D              | Igloopol Dębica     | 2:2            | Nowicki 83' 85'                                           | 13           | 4            | 4:8          |
| 9 862 | 11.09.1983 Białystok    | II liga – 6 kol.     | 5000           | D              | Polonia Bytom       | 1:2            | Nowicki 62'(k)                                            | 16           | 4            | 5:10         |
| 10 863 | 18.09.1983 Knurów       | II liga – 7 kol.     | 1200           | W              | Górnik Knurów       | 3:0            |                                                           | 16           | 4            | 5:13         |
| 11 10 | 21.09.1983 Białystok    | PP - 1/16            | 3500           | D              | Stal Mielec         | 0:2            |                                                           | odpadnięcie  | odpadnięcie  | odpadnięcie  |
| 12 864 | 24.09.1983 Białystok    | II liga – 8 kol.     | 2000           | D              | Raków Częstochowa   | 1:0            | Bitel 73'                                                 | 14           | 6            | 6:13         |
| 13 865 | 28.09.1983 Radom        | II liga – 9 kol.     | 3000           | W              | Radomiak Radom      | 1:0            |                                                           | 16           | 6            | 6:14         |
| 14 866 | 2.10.1983 Białystok     | II liga – 10 kolejka | 3500           | D              | Korona Kielce       | 2:1            | Bitel 17' Bartnowski 68'                                  | 16           | 8            | 8:15         |
| 15 867 | 8.10.1983 Warszawa      | II liga – 11 kol.    | 3000           | W              | Hutnik Warszawa     | 0:1            | Kołosowski 61'                                            | 12           | 10           | 9:15         |
| 16 868 | 15.10.1983 Białystok    | II liga – 12 kol.    | 5000           | D              | Stal Mielec         | 2:1            | Lisowski 37' Nowicki 49'                                  | 10           | 12           | 11:16        |
| 17 869 | 23.10.1983 Rzeszów      | II liga – 13 kol.    | 3000           | W              | Resovia Rzeszów     | 3:1            | Szulżycki 2'                                              | 13           | 12           | 12:19        |
| 18 870 | 30.10.1983 Białystok    | II liga – 14 kol.    | 7000           | D              | Włókniarz Pabianice | 1:1            | Bitel 15'                                                 | 12           | 13           | 13:20        |
| 19 871 | 6.11.1983 Koszalin      | II liga – 15 kol.    | 2500           | W              | Stal Stalowa Wola   | 2:0            |                                                           | 15           | 13           | 13:22        |
| 20 872 | 24.03.1984 Radom        | II liga – 16 kol.    | 4000           | W              | Broń Radom          | 1:0            |                                                           | 16           | 13           | 13:23        |
| 21 873 | 1.04.1984 Białystok     | II liga – 17 kol.    | 8000           | D              | Błękitni Kielce     | 1:0            | Mojsa 58'(k)                                              | 13           | 15           | 14:23        |
| 22 874 | 7.04.1984 Kraków        | II liga – 18 kol.    | 2000           | W              | Hutnik Kraków       | 1:1            | Michalewicz 9'                                            | 14           | 16           | 15:24        |
| 23 875 | 14.04.1984 Białystok    | II liga – 19 kol.    | 8000           | D              | Wisła Płock         | 3:2            | Kołosowski 58' Jakiel 60' Mojsa 90'(k)                    | 10           | 18           | 18:26        |
| 24 876 | 21.09.1984 Dębica       | II liga – 20 kol.    | 1500           | W              | Igloopol Dębica     | 0:0            |                                                           | 10           | 19           | 18:26        |
| 25 877 | 28.04.1984 Bytom        | II liga – 21 kol.    | b.d.           | W              | Polonia Bytom       | 0:0            |                                                           | 10           | 20           | 18:26        |
| 26 878 | 6.05.1984 Białystok     | II liga – 22 kol.    | 10000          | D              | Górnik Knurów       | 1:0            | Ambrożej 57'                                              | 7            | 22           | 19:26        |
| 27 879 | 12.05.1984 Częstochowa  | II liga – 23 kol.    | 1500           | W              | Raków Częstochowa   | 2:1            | Bitel 88'                                                 | 9            | 22           | 20:28        |
| 28 880 | 19.05.1984 Białystok    | II liga – 24 kol.    | 12000          | D              | Radomiak Radom      | 0:0            |                                                           | 10           | 23           | 20:28        |
| 29 881 | 26.05.1984 Kielce       | II liga – 25 kol.    | 4000           | W              | Korona Kielce       | 1:0            |                                                           | 13           | 23           | 20:29        |
| 30 882 | 2.06.1984 Białystok     | II liga – 26 kol.    | 7500           | D              | Hutnik Warszawa     | 1:0            | Michalewicz 57'                                           | 10           | 25           | 21:29        |
| 31 883 | 6.06.1984 Mielec        | II liga – 27 kol.    | 5000           | W              | Stal Mielec         | 1:0            |                                                           | 13           | 25           | 21:30        |
| 32 884 | 16.06.1984 Białystok    | II liga – 28 kol.    | 8000           | D              | Resovia Rzeszów     | 5:3            | Kołosowski 40' Bitel 49' 66' Michalewicz 57' Brewczyk 78' | 12           | 27           | 26:33        |
| 33 885 | 20.06.1984 Pabianice    | II liga – 29 kol.    | b.d.           | W              | Włókniarz Pabianice | 0:2            | (sam)12' Jakiel 90'                                       | 10           | 29           | 28:33        |
| 34 886 | 24.06.1984 Białystok    | II liga – 30 kol.    | 6000           | D              | Stal Stalowa Wola   | 1:2            | Ambrożej 52'                                              | 12           | 29           | 29:35        |
| - rozgrywki ligowe, - rozgrywki pucharu polski, - rozgrywki pucharu ligi, - rozgrywki ligi europejskiej, - mecze barażowe lub eliminacyjne, - inne. Liczba meczów w sezonie:1 2 (wszystkie mecze na najwyższym poziomie rozgrywkowym)3 (wszystkie mecze w rozgrywkach ligowych bez baraży) , Puchar Polski: 2 (mecze Pucharu Polski na szczeblu centralnym)3 (wszystkie mecze w Pucharze Polski) |                         |                      |                |                |                     |                |                                                           |              |              |              |

## Mecze towarzyskie
| Mecze i wyniki | Mecze i wyniki             | Mecze i wyniki | Mecze i wyniki | Mecze i wyniki | Mecze i wyniki               | Mecze i wyniki | Mecze i wyniki                          |
| L.p.           | Data, Kraj, Miasto         | Mecze          | Frekw.         | D/W            | Przeciwnik                   | Wynik          | Strzelcy bramek                         |
| -------------- | -------------------------- | -------------- | -------------- | -------------- | ---------------------------- | -------------- | --------------------------------------- |
| 1              | 11.07.1983 Białystok       | sparing 10:30  | b.d.           | W              | Włókniarz Białystok (3 poz.) | 0:4            | b.d.                                    |
| 2              | 11.07.1983 Bielsk Podlaski | sparing 17:00  | b.d.           | W              | Tur Bielsk Podlaski (4 poz.) | 1:1            | b.d.                                    |
| 3              | 17.07.1983 Białystok       | tow.           | 3000           | D              | Motor Lublin (1 poz.)        | 0:1            |                                         |
| 4              | 22.07.1983 Białystok       | tow.           | 3000           | D              | Legia Warszawa (1 poz.)      | 1:1            | Kołosowski 76'                          |
| 5              | 27.07.1983 Białystok       | tow.           | b.d.           | D              | Odra Opole (2 poz.)          | 0:1            |                                         |
| 6              | 5.10.1983 Białystok        | sparing        | 2000           | D              | ŁKS Łódź                     | 2:2            | Ambrożej 31' Kołosowski 35'             |
| 7              | 12.11.1983 Sokółka         | sparing        | b.d.           | W              | Sokół Sokółka                | 2:1            | Mojsiuszko 90'                          |
| 8              | 4.03.1984 Białystok        | sparing        | b.d.           | W              | Włókniarz Białystok          | 3:3            | Nowicki (x2) J.Bayer (x1)               |
| 9              | 17.03.1984 Białystok       | sparing        | b.d.           | D              | Sokół Sokółka                | 2:0            | Ambrożej 19' (druga bramka brak danych) |

- 5.10.1983 pożegnanie Zenona Szaleckiego, zakończył karierę piłkarską.

## Statystyka
| Zawodnik               | Mecze | Min  | Kolejka spotkań | Kolejka spotkań | Kolejka spotkań | Kolejka spotkań | Kolejka spotkań | Kolejka spotkań | Kolejka spotkań | Kolejka spotkań | Kolejka spotkań | Kolejka spotkań | Kolejka spotkań | Kolejka spotkań | Kolejka spotkań | Kolejka spotkań | Kolejka spotkań | Kolejka spotkań | Kolejka spotkań | Kolejka spotkań | Kolejka spotkań | Kolejka spotkań | Kolejka spotkań | Kolejka spotkań | Kolejka spotkań | Kolejka spotkań | Kolejka spotkań | Kolejka spotkań | Kolejka spotkań | Kolejka spotkań | Kolejka spotkań | Kolejka spotkań |
| Zawodnik               | Mecze | Min  | 1               | 2               | 3               | 4               | 5               | 6               | 7               | 8               | 9               | 10              | 11              | 12              | 13              | 14              | 15              | 16              | 17              | 18              | 19              | 20              | 21              | 22              | 23              | 24              | 25              | 26              | 27              | 28              | 29              | 30              |
| ---------------------- | ----- | ---- | --------------- | --------------- | --------------- | --------------- | --------------- | --------------- | --------------- | --------------- | --------------- | --------------- | --------------- | --------------- | --------------- | --------------- | --------------- | --------------- | --------------- | --------------- | --------------- | --------------- | --------------- | --------------- | --------------- | --------------- | --------------- | --------------- | --------------- | --------------- | --------------- | --------------- |
| Mirosław Sowiński      | 26    | 2340 | 90              | 90              | 90              | 90              | 90              | 0               | 0               | 0               | 0               | 90              | 90              | 90              | 90              | 90              | 90              | 90              | 90              | 90              | 90              | 90              | 90              | 90              | 90              | 90              | 90              | 90              | 90              | 90              | 90              | 90              |
| Marek Bitel            | 28    | 2278 | 90              | 90              | 90              | 64              | 44              | 90              | 49              | 90              | 90              | 90              | 72              | 90              | 90              | 90              | 70              | 90              | 90              | 70              | 80              | 90              | 90              | 0               | 90              | 90              | 46              | 90              | 90              | 73              | 0               | 90              |
| Andrzej Kołosowski     | 26    | 2269 | 90              | 90              | 90              | 90              | 90              | 80              | 0               | 90              | 90              | 71              | 90              | 90              | 90              | 0               | 0               | 0               | 90              | 82              | 90              | 90              | 90              | 90              | 90              | 90              | 90              | 90              | 90              | 90              | 46              | 90              |
| Antoni Cylwik          | 27    | 2267 | 90              | 90              | 90              | 90              | 90              | 90              | 31              | 0               | 90              | 90              | 90              | 30              | 46              | 90              | 0               | 90              | 90              | 90              | 90              | 90              | 90              | 90              | 90              | 90              | 90              | 90              | 90              | 90              | 0               | 90              |
| Jarosław Michalewicz   | 26    | 2084 | 0               | 0               | 0               | 0               | 46              | 46              | 90              | 90              | 29              | 90              | 89              | 90              | 90              | 90              | 15              | 90              | 74              | 90              | 90              | 90              | 90              | 90              | 75              | 90              | 90              | 90              | 90              | 90              | 90              | 90              |
| Mariusz Lisowski       | 23    | 2070 | 0               | 90              | 90              | 90              | 90              | 0               | 90              | 0               | 90              | 0               | 90              | 90              | 90              | 90              | 0               | 90              | 0               | 90              | 90              | 90              | 90              | 90              | 90              | 90              | 90              | 90              | 90              | 90              | 0               | 90              |
| Wiesław Romaniuk       | 24    | 1998 | 90              | 90              | 90              | 90              | 90              | 90              | 90              | 90              | 90              | 90              | 90              | 0               | 66              | 72              | 75              | 0               | 90              | 90              | 90              | 0               | 0               | 90              | 90              | 80              | 90              | 0               | 0               | 90              | 61              | 24              |
| Andrzej Kulesza        | 24    | 1988 | 90              | 90              | 76              | 90              | 21              | 0               | 90              | 90              | 90              | 90              | 90              | 90              | 0               | 31              | 90              | 90              | 0               | 90              | 0               | 90              | 90              | 90              | 80              | 90              | 70              | 90              | 90              | 0               | 90              | 0               |
| Jarosław Nowicki       | 17    | 1350 | 90              | 90              | 90              | 90              | 90              | 90              | 90              | 46              | 0               | 90              | 90              | 90              | 90              | 90              | 90              | 0               | 44              | 0               | 0               | 0               | 0               | 0               | 0               | 0               | 44              | 0               | 0               | 0               | 0               | 46              |
| Jarosław Bartnowski    | 15    | 1260 | 90              | 81              | 90              | 90              | 90              | 90              | 90              | 90              | 90              | 90              | 90              | 90              | 90              | 90              | 1               | 0               | 0               | 0               | 0               | 0               | 0               | 0               | 0               | 0               | 0               | 0               | 0               | 0               | 0               | 0               |
| Mariusz Szulżycki      | 18    | 1230 | 0               | 0               | 90              | 46              | 0               | 0               | 0               | 0               | 0               | 90              | 90              | 73              | 90              | 90              | 90              | 68              | 90              | 90              | 9               | 0               | 0               | 0               | 15              | 44              | 90              | 75              | 0               | 46              | 44              | 0               |
| Mirosław Mojsiuszko    | 17    | 1212 | 0               | 0               | 0               | 44              | 90              | 90              | 90              | 44              | 44              | 28              | 0               | 90              | 44              | 18              | 90              | 90              | 0               | 0               | 0               | 0               | 0               | 0               | 0               | 0               | 90              | 90              | 90              | 90              | 90              | 0               |
| Robert Fiedorczuk      | 15    | 1007 | 90              | 22              | 0               | 0               | 0               | 90              | 90              | 90              | 90              | 0               | 1               | 60              | 90              | 90              | 90              | 0               | 90              | 0               | 0               | 90              | 14              | 10              | 0               | 0               | 0               | 0               | 0               | 0               | 0               | 0               |
| Stefan Brewczyk        | 10    | 900  | 0               | 0               | 0               | 0               | 0               | 0               | 0               | 0               | 0               | 0               | 0               | 0               | 0               | 0               | 0               | 0               | 0               | 90              | 90              | 90              | 90              | 90              | 90              | 90              | 0               | 0               | 0               | 90              | 90              | 90              |
| Henryk Mojsa           | 11    | 899  | 0               | 0               | 0               | 0               | 0               | 0               | 0               | 0               | 0               | 0               | 0               | 0               | 0               | 0               | 0               | 0               | 90              | 90              | 90              | 75              | 90              | 80              | 90              | 90              | 90              | 48              | 0               | 0               | 0               | 66              |
| Andrzej Ambrożej       | 16    | 822  | 0               | 68              | 0               | 0               | 0               | 0               | 0               | 21              | 61              | 19              | 0               | 17              | 24              | 0               | 90              | 90              | 46              | 0               | 81              | 0               | 6               | 70              | 0               | 0               | 20              | 90              | 0               | 0               | 29              | 90              |
| Ireneusz Piesecki      | 13    | 721  | 46              | 0               | 14              | 0               | 0               | 0               | 90              | 69              | 46              | 0               | 0               | 0               | 0               | 0               | 0               | 0               | 16              | 0               | 10              | 30              | 84              | 90              | 90              | 46              | 0               | 0               | 0               | 0               | 90              | 0               |
| Mirosław Tiszkow       | 11    | 678  | 44              | 90              | 44              | 90              | 69              | 58              | 0               | 0               | 0               | 0               | 0               | 0               | 0               | 0               | 0               | 44              | 0               | 0               | 0               | 0               | 0               | 0               | 0               | 0               | 0               | 15              | 90              | 44              | 90              | 0               |
| Leśniewski Marek       | 9     | 555  | 80              | 0               | 46              | 0               | 0               | 0               | 0               | 90              | 0               | 62              | 18              | 0               | 0               | 59              | 20              | 90              | 90              | 0               | 0               | 0               | 0               | 0               | 0               | 0               | 0               | 0               | 0               | 0               | 0               | 0               |
| Tomasz Jakiel          | 9     | 478  | 0               | 0               | 0               | 0               | 0               | 32              | 0               | 0               | 0               | 0               | 0               | 0               | 0               | 0               | 0               | 22              | 0               | 8               | 90              | 60              | 0               | 0               | 0               | 0               | 0               | 42              | 0               | 90              | 90              | 44              |
| Jarosław Gierejkiewicz | 7     | 407  | 0               | 0               | 0               | 0               | 0               | 0               | 0               | 0               | 0               | 0               | 0               | 0               | 0               | 0               | 90              | 0               | 0               | 0               | 0               | 0               | 0               | 20              | 10              | 0               | 0               | 0               | 90              | 17              | 90              | 90              |
| Lucjan Trudnos         | 4     | 360  | 0               | 0               | 0               | 0               | 0               | 90              | 90              | 90              | 90              | 0               | 0               | 0               | 0               | 0               | 0               | 0               | 0               | 0               | 0               | 0               | 0               | 0               | 0               | 0               | 0               | 0               | 0               | 0               | 0               | 0               |
| Adam Jarmołajew        | 6     | 257  | 0               | 0               | 0               | 0               | 0               | 0               | 0               | 0               | 0               | 0               | 0               | 0               | 0               | 0               | 90              | 0               | 0               | 0               | 0               | 0               | 0               | 0               | 0               | 0               | 0               | 0               | 0               | 0               | 0               | 90              |
| Mirosław Sacharczuk    | 5     | 179  | 0               | 9               | 0               | 26              | 90              | 44              | 10              | 0               | 0               | 0               | 0               | 0               | 0               | 0               | 0               | 0               | 0               | 0               | 0               | 0               | 0               | 0               | 0               | 0               | 0               | 0               | 0               | 0               | 0               | 0               |
| Wojciech Bałakier      | 1     | 10   | 10              | 0               | 0               | 0               | 0               | 0               | 0               | 0               | 0               | 0               | 0               | 0               | 0               | 0               | 0               | 0               | 0               | 0               | 0               | 0               | 0               | 0               | 0               | 0               | 0               | 0               | 0               | 0               | 0               | 0               |
| Adam Krystek           | 0     | 0    | 0               | 0               | 0               | 0               | 0               | 0               | 0               | 0               | 0               | 0               | 0               | 0               | 0               | 0               | 0               | 0               | 0               | 0               | 0               | 0               | 0               | 0               | 0               | 0               | 0               | 0               | 0               | 0               | 0               | 0               |